# Княжество Сербия
Княжество Сербия (серб. Кнежевина Србија) — балканское государство, основанное в результате Второго сербского восстания. Первоначально государство занимало территорию бывшего Белградского пашалыка, однако в 1831—1833 годах оно расширило свои границы на запад, восток и юг.
В 1829 году происходит признание турками автономии Сербии.
В 1867 году османские войска покидают территорию княжества.
В 1869 году новая конституция определила Сербию как независимое государство.
В 1878 году Княжество Сербия ещё расширило свои границы на юго-восток, в том же году состоялся Берлинский конгресс, гарантировавший признание Сербии со стороны держав и полную независимость от Османской империи.
В 1882 году Княжество Сербия провозглашено Королевством.

## История

### Освобождение Сербии

Сербское княжество в 1833 г.
Сербия в 1815 году
Присоединения к 1833 году

Репрессии турецких властей в Белградском пашалыке в 1815 году вызвали новое, Второе сербское восстание, во главе которого встал Милош Обренович. Восставшим удалось разбить османскую армию, а после ноты России турецкие войска были выведены. По соглашению с белградским пашой местное самоуправление было передано в руки сербов, Милош объявлен верховным князем. Хотя в Белграде и некоторых других крепостях сохранился турецкий гарнизон, фактически Сербии была предоставлена внутренняя автономия. Это было зафиксировано в Аккерманской конвенции 1826 года и закреплено условиями Адрианопольского мирного договора 1829 года и хатт-и шерифом султана 1830 года, в соответствии с которыми Сербия добилась статуса автономного княжества при сохранении вассальной зависимости от Порты и уплаты дани. За Милошем Обреновичем был признан наследственный титул князя Сербии, а к княжеству было присоединено ещё шесть сопредельных нахий. Мусульманам (в том числе и славянам) было запрещено проживать на территории Сербии, кроме крепостей.

Милош Обренович.
М. Дафингер, 1848.

Экономика автономной Сербии оставалась отсталой. Ведущую роль играло скотоводство, прежде всего свиноводство, ориентированное на экспорт в Австрию. Хотя крестьяне получили в собственность свои земельные наделы, существовали многочисленные пережитки феодализма при сохранении тяжёлого налогового гнёта. В сельском хозяйстве господствовало мелкое и среднее крестьянское землевладение, происходил распад задруг, который, однако, пыталось сдержать государство, установив обязательный минимум величины крестьянского надела. В то же время продолжалось развитие ремесла и городов. Население Белграда увеличилось в несколько раз, здесь сконцентрировалось более трети ремесленного производства страны. Бурно развивалась торговля, в том числе местная, сложилась достаточно сильная прослойка торговой буржуазии. В развитии городской жизни и культуры княжества ведущая роль принадлежала выходцам из сербских земель Австрийской империи, которые были существенно более развиты в культурном и общественном отношении. «Пречанские сербы» (от серб. преко — «за», то есть сербы из-за Дуная и Савы) стояли у основания первых гимназий, типографий и газет, новой городской архитектуры европейского типа.
С самого начала существования Сербского княжества в нём установилась всевластие дома Обреновичей. Князь Милош полностью контролировал администрацию и судебную систему, в результате раздела бывших турецких владений сформировалась новая сербская знать, первые места в которой заняли родственники князя. В 1817 году был убит Карагеоргий, представлявший серьёзную угрозу правлению Милоша Обреновича. В княжестве отсутствовали демократические права и свободы, а также гарантии неприкосновенности собственности. Режим личной власти Милоша вызывал недовольство торговцев и верхушки бюрократии. Под их давлением в 1835 году Сербская скупщина приняла первую конституцию страны («Сретенский устав»), провозгласившую основные свободы и существенно ограничившую власть князя. Однако при поддержке России и Турции Милош Обренович вскоре её отменил. В 1838 году в Стамбуле была утверждена новая конституция («Турецкий устав»), которая ввела свободу торговли, ликвидировала пережитки феодализма и спахийной системы, несколько ограничила самовластие князя учреждением Государственного совета и расширила прерогативы Порты в сфере формирования органов власти княжества.

### Режимуставобранителей

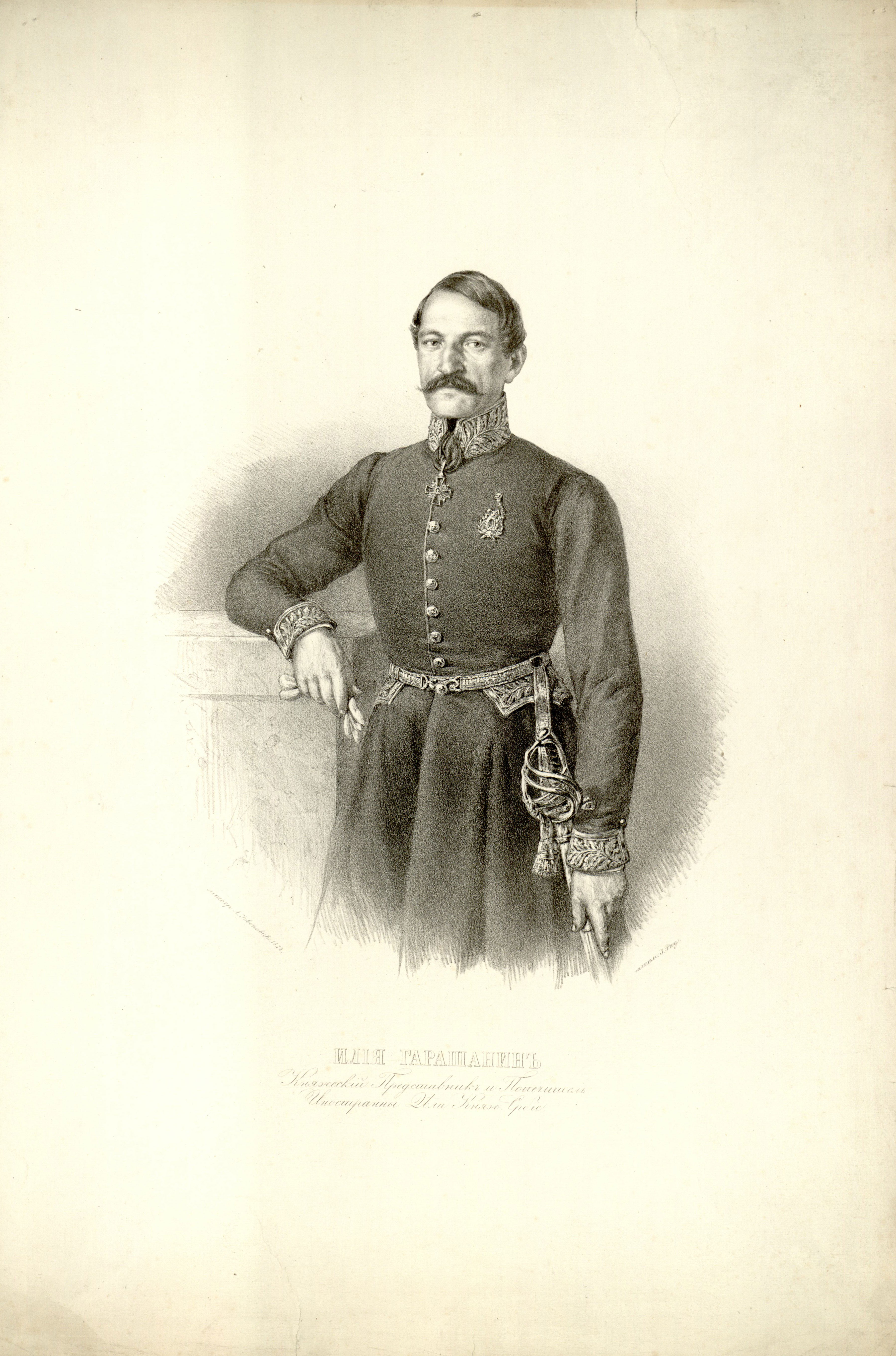
Илия Гарашанин.
А. Иованович, 1852

В 1839 году Милош Обренович отрёкся от престола, новым князем стал его несовершеннолетний сын Михаил. Фактическая власть, однако, перешла в руки олигархического Государственного совета, в котором доминировала группировка уставобранителей («защитников конституции»), представляющая интересы высшего чиновничества и крупной торговой буржуазии. Уставобранителям в 1842 году удалось свергнуть Обреновичей и провозгласить князем Александра Карагеоргиевича. В период правления уставобранителей Сербия отошла от ориентации на Россию и сблизилась с Австрией, был усилен полицейско-бюрократический характер государства, скупщина не созывалась, экономическое положение страны резко ухудшилось. В то же время впервые были выработаны принципы новой внешней политики, нацеленной на объединение всех южных славян (которые понимались как единый народ — сербы) под властью Сербского княжества. Эта программа была сформулирована в 1844 году министром внутренних дел Илией Гарашаниным в его работе «Начертания» и предполагала создание военным путём на развалинах Османской империи Великой Сербии. В дальнейшим эта идеология легла в основу внешней политики страны в XIX — начале XX века. Тем временем в Сербии активно создавались школы, гимназии и другие учреждения системы просвещения. В 1838 году в Белграде был учреждён лицей — первое высшее учебное заведение Сербии, из которого позднее возник Белградский университет. В 1841 году возникло просветительское Сербское общество словесности, у основания которого стоял родоначальник сербского драматического искусства Йован Попович. В это же время благодаря трудам Вука Караджича оформился сербский язык на основе штокавских диалектов Герцеговины.
В период революции 1848—1849 годов в Австрийской империи Сербия оказывала военную поддержку восставшим в Воеводине. Революция заставила уставобранителей несколько либерализовать режим: в 1848 году были расширены полномочия Скупщины, избирательное право получили все плательщики прямых налогов. Во время Крымской войны правительство Сербии сохраняло нейтралитет, а по условиям Парижского мира 1856 года автономия княжества была расширена и закреплена гарантиями великих держав. В конце 1850-х годов в условиях экономического кризиса обострились отношения между уставобранителями и князем, который сопровождался подъёмом либеральной оппозиции. Под её давлением в 1858 году была созвана Святоандреевская скупщина, которая ограничила прерогативы Государственного совета и передала всю полноту законодательной власти скупщине. Князь Александр был смещён, к власти вернулся Милош Обренович. Режим уставобранителей пал.

### Борьба за независимость

Сербия после Берлинского конгресса 1878 года
Сербия в 1877 году
Присоединения в 1878 годуЗелёным штрихом обозначена предполагаемая западная граница Княжества Болгария по Сан-Стефанскому миру

В 1860-е годы вновь усилилась власть князя, скупщина и Государственный совет превратились в совещательные органы, увеличилась централизация административной системы, продолжены репрессии в отношении либералов. Одновременно активизировалась внешняя политика, нацеленная на отмену конституции 1838 года и достижение Сербией полной независимости от Турции. Была введена всеобщая военная повинность, создано народное войско, на Балканах расширена сеть сербских агентов, ведущих подготовку восстания. В 1866—1868 годах были заключены соглашения о союзе с Грецией, Румынией, Черногорией, налажены связи с болгарским и хорватским освободительными движениями. В 1867 году под давлением России Турция вывела свои гарнизоны из сербских крепостей. Вслед за ними княжество покинула большая часть ещё сохраняющегося мусульманского населения. С другой стороны, антитурецкая политика князя Михаила способствовала превращению страны в центр притяжения всех православных славян Османской империи: за 30 лет — с 1834 по 1863 год — численность населения Сербии удвоилась и превысила 1,1 миллиона человек.
В то же время начался подъём либерального движения: в 1866 году в Воеводине было создано молодёжное общество «Омладина», ставшее во главе национального политического и культурного возрождения. В 1864 году было основано Сербское научное общество, позднее преобразованное в Сербскую академию наук и искусств. В 1868 году в Белграде открылся первый национальный театр. Однако в стране сохранялся режим личной власти князя Михаила, что вызывало недовольство либеральных кругов общества. В 1869 году Михаил Обренович был убит, к власти на время несовершеннолетия его наследника князя Милана пришли либералы во главе с Йованом Ристичем и Миливоем Блазнавацем. Им удалось добиться принятия новой конституции («Наместнический устав» 1869 года), расширившей демократические свободы и прерогативы периодически созываемой скупщины, без согласия которой князь не мог издавать законы.
Вскоре после начала в 1875 году Герцеговинского восстания Сербия начала подготовку к войне и 18 июня 1876 году объявила войну Турции. Однако спустя две недели наступление сербской армии захлебнулось. Лишь вмешательство России, заставившей Турцию заключить перемирие, предотвратило военную катастрофу. Но уже в 1877 году, с началом русско-турецкой войны, военные действия возобновились. При поддержке российской армии была освобождена значительная часть Южной Сербии, взяты Ниш, Пирот, Вране. По Сан-Стефанскому договору Османская империя признавала независимость Сербии, однако часть территорий, на которые она претендовала, передавалась Болгарии. В результате был заключён союз с Австрией, и по Берлинскому трактату 1878 года территория Сербии существенно расширилась: были присоединены Ниш, Пирот, Вране и вся юго-восточная Сербия с населением более 300 тысяч человек. Была также признана независимость Сербского государства.

### Экономическое развитие
До конца XIX века Сербия оставалась отсталой аграрной страной. Более 89 % населения было занято в сельском хозяйстве. Полностью господствовало мелкое крестьянское производство, практически не использующее машины и современные методы хозяйствования. Главной отраслью сельского хозяйства оставалась свиноводство, ориентированное на экспорт в Австрию, а также выращивание кукурузы. К концу XIX века в основном завершился распад задруг, однако мероприятия правительства по охране минимума крестьянского надела препятствовали формированию рынка наёмного труда в сельском хозяйстве. Сколь-либо крупных промышленных предприятий не существовало, несмотря на государственную политику поощрения промышленного развития, сохранялось полное доминирование ремесленного производства. Во исполнение обязательств, принятых Сербией на Берлинском конгрессе, в 1881 году началось железнодорожное строительство, которое должно было связать Вену с Салониками и Стамбулом. Строительство железной дороги, однако, не стало толчком к ускорению экономического развития и практически не оказало влияние на жизнь сельского населения страны. Внешняя торговля была сильно зависима от Австро-Венгрии, которая потребляла к концу XIX века до 86 % сербского экспорта. Основной статьёй торговли оставалась продукция животноводства. Постоянно рос государственный долг, главным кредитором также являлась Австро-Венгрия.

### Сербия в конце XIX века

Милан Обренович
Стева Тодорович, 1880-е

Помимо финансово-экономической зависимости от Австро-Венгрии в конце XIX века усилилась и политическая зависимость. Проавстрийский курс князя Милана Обреновича и консерваторов после Берлинского конгресса привёл к заключению в 1881 году австро-сербской конвенции, в соответствии с которой внешняя политика страны была подчинена Вене и фактически установлен австрийский протекторат над Сербией. Согласно этой конвенции Сербия обязалась не заключать ни одного договора с другим государством без согласия австрийских властей, а также пресекать пропаганду, ведущуюся с её территории в Боснии и Ново-Пазарском санджаке. Князь Милан также отказался от претензий на кондоминиум Босния и Герцеговина и Новопазарский санджак. В ответ Австро-Венгрия гарантировала поддержку династии Обреновичей и согласилась на провозглашение Сербии королевством. 22 февраля 1882 года княжество было преобразовано в королевство, а Милан был объявлен королём сербов.

## Ссылки

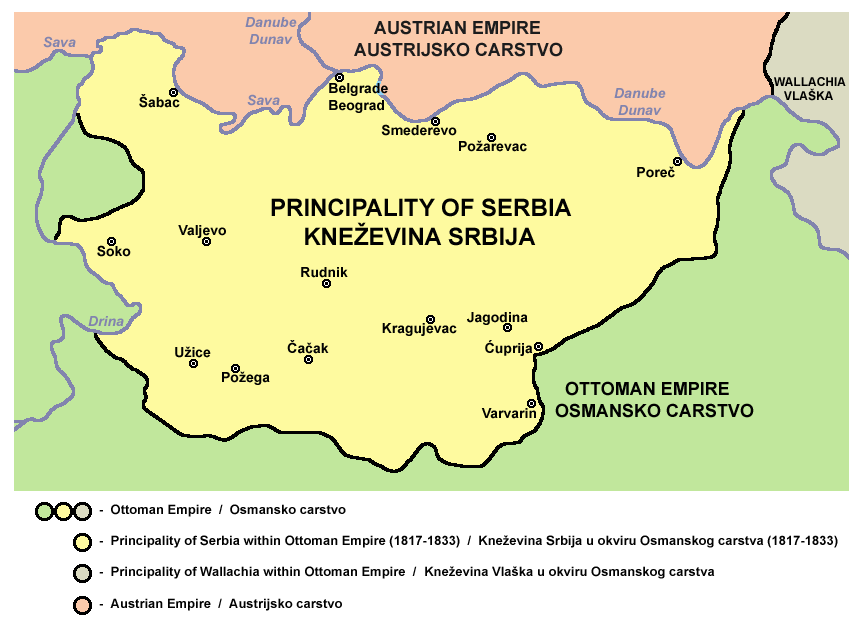
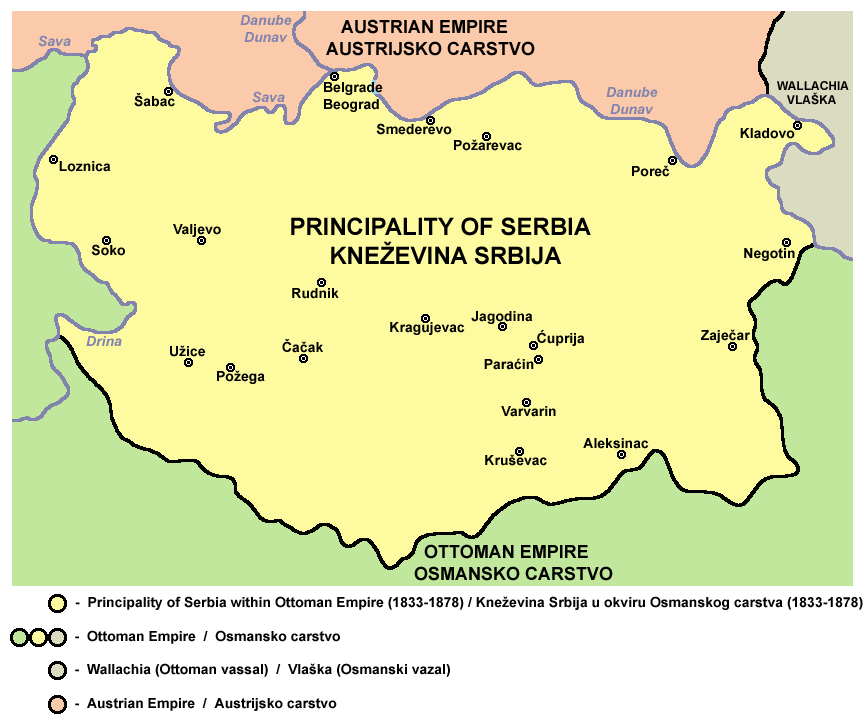
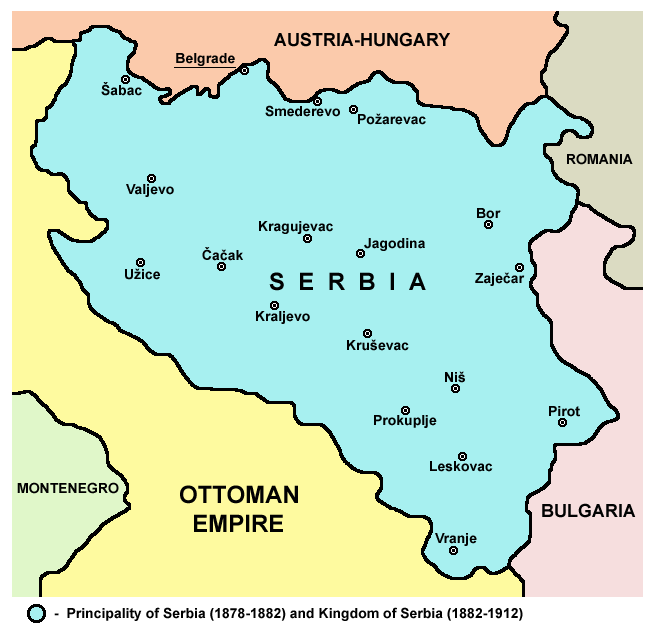